# Utkatasana
Utkatasana (en sánscrito: उत्कटासन, AITS: Utkaṭāsana), postura fuerte o postura de la silla es una asana agachada en el yoga moderno. Es una postura de nivel básico o principiante.

## Etimología y origen
La palabra en sánscrito Utkatasana significa 'postura fuerte':
- Utkata (en sánscrito: उत्कट, AITS: utkaṭa), que significa 'que excede la medida habitual, inmensa, gigantesca'[2]
- Asana (en sánscrito: आसन, AITS: āsana), que significa 'postura'[3]

### Origen

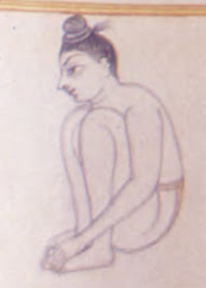
Utkatasana en el manuscrito Sritattvanidhi de Mummadi Krishnaraja Wodeyar.

Se dice que la postura moderna de silla se origina con Krishnamacharya. En el Sritattvanidhi del siglo XIX se muestra una versión anterior de la asana, con el yogui en cuclillas sobre los talones.

## Descripción
Utkatasana, traducida como la 'postura poderosa' o 'postura de fuerza', es una asana de nivel básico o principiante que implica un esfuerzo importante. Para realizar esta postura correctamente (con las rodillas sin extenderse más allá de los tobillos) y poder doblarse en un ángulo completo de 90 grados, se requiere una gran movilidad en las caderas y fuerza en los músculos del piso pélvico, cuádriceps y glúteos; esto llevará mucho tiempo para lograrlo. Por lo general, se empieza desde Tadasana (postura de la montaña). Utkatasana es una gran postura para practicar Mula Bandha y Uddiyana Bandha, que creará ligereza y también tonificará los músculos del piso pélvico y la parte inferior del abdomen.

## Estudios
Un estudio en Hong Kong publicado el 2015 se realizó para examinar los efectos del hatha yoga durante 12 semanas sobre la resistencia cardiorrespiratoria, la fuerza y resistencia muscular, y la flexibilidad de la espalda baja y los músculos isquiotibiales en adultos chinos. La rutina diaria incluyó 57 posturas dentro de las cuales se consideraron las siguientes: Utkatasana, Tadasana, Malasana, Vrikshasana, Ustrasana y Virabhadrasana. Los resultados mostraron mejoras significativas en el grupo experimental de hombres y mujeres (87 personas) respecto al grupo de control (86 personas).
Un estudio clínico en Nueva Jersey (Estados Unidos) publicado el 2015 en 25 mujeres con 35 a 37 semanas de embarazo que participaron en una sesión de yoga en donde se ejercitaron en 26 asanas (se incluyó Utkatasana) concluyó que no hubo efectos negativos en la salud de las mujeres y los fetos.
Otro estudio en Pune, India, publicado el 2019, se llevó a cabo para determinar el impacto de la práctica de asanas con el objetivo de comprobar si existe un efecto en la capacidad de equilibrio en personas de 60 a 75 años. Del grupo de muestreo de 40 personas, se eligieron 20 como grupo experimental (10 hombres y 8 mujeres) que llevó durante 4 semanas sesiones de 25 a 30 min en donde se ejercitaron las siguientes asanas paulatinamente: Tadasana, Virabhadrasana, Utkatasana, Vrikshasana, Trikonasana y Adho mukha svanasana; todas con la ayuda de una silla. El estudio concluyó que las yogasanas son efectivas para mejorar el equilibrio en personas de edad avanzada al final de cuatro semanas en comparación con el grupo de control.

## Contra posturas
Una contra postura de yoga es una asana de yoga que estira la columna vertebral en la dirección opuesta a la asana anterior o la devuelve a una posición neutral. Las posturas recomendadas luego de practicar Utkatasana son:
|                                  |
| Tadasana, postura de la montaña. |

|                                         |
| Uttanasana, postura de la pinza de pie. |

|                                     |
| Natarajasana, postura del danzante. |

|                              |
| Virasana, postura del héroe. |

|                                               |
| Setu bandha sarvangasana, postura del puente. |

## Contraindicaciones
Es una postura contraindicada para personas con lesiones o inflamaciones en las rodillas, caderas, hombros, espalda y tobillos. También no es recomendada para personas con problemas de ligamentos y articulaciones, dolores de cabeza, migraña, artritis, hipotensión arterial e insomnio.

## Variantes

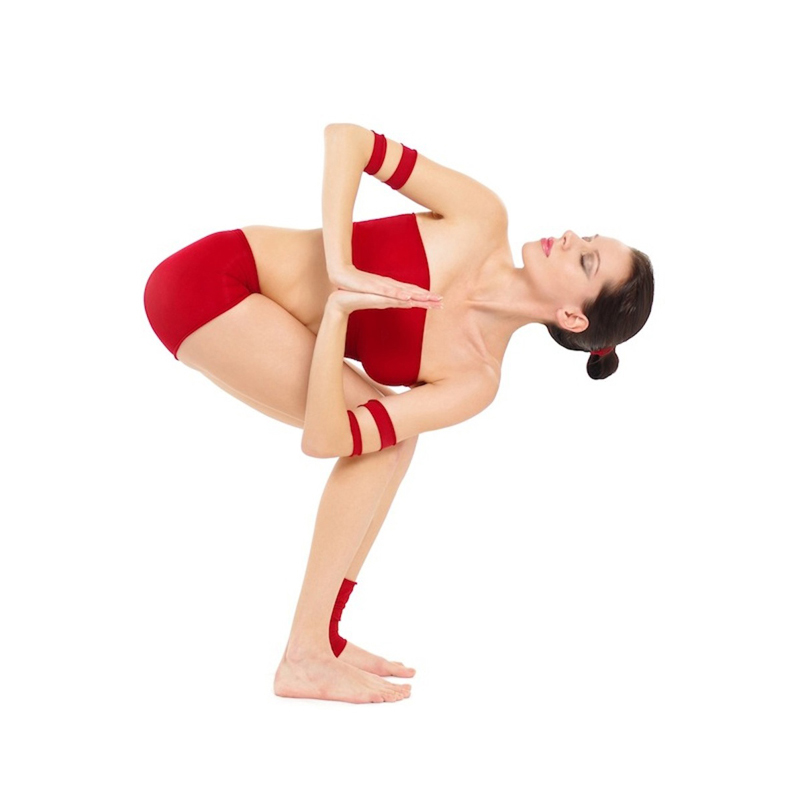
Parivritta utkatasana,
también llamada postura de la silla girada.

Una variante de Utkatasana es Parivritta utkatasana o 'postura de la silla con torsión'. Desde Utkasana, se colocan las manos en posición de oración (mudra namasté) en el centro del pecho y luego se gira hacia un lado (por ejemplo la derecha) llevando el codo hacia el muslo opuesto (el izquierdo).